# فوهة تولانسكي

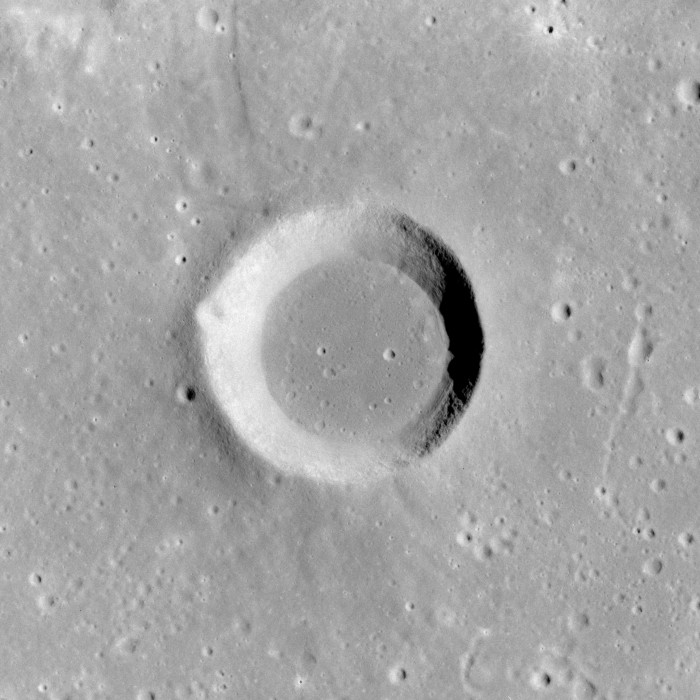
فوهة تولانسكي
(9.5°S 16.0°W)

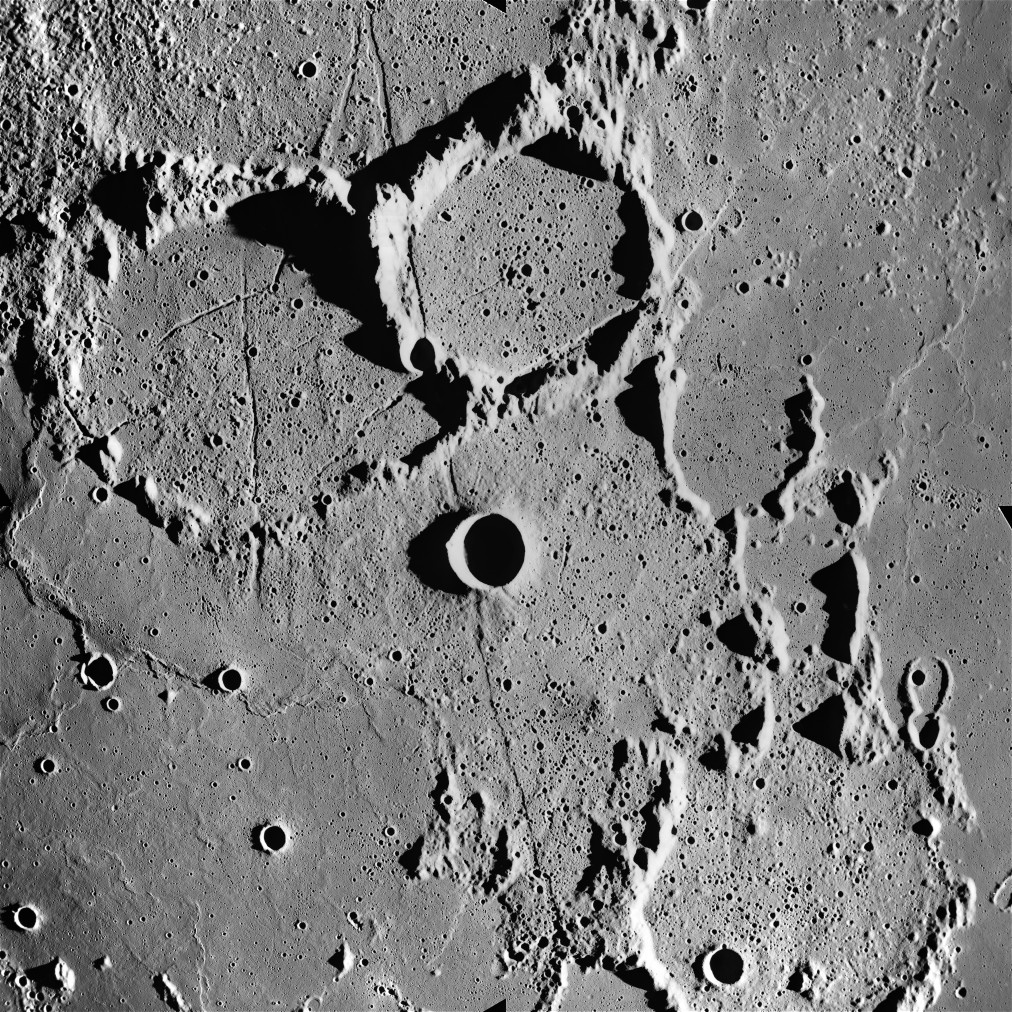
فوهة تولانسكي في المنتصف، من رحلة أبولو 16، ناسا.

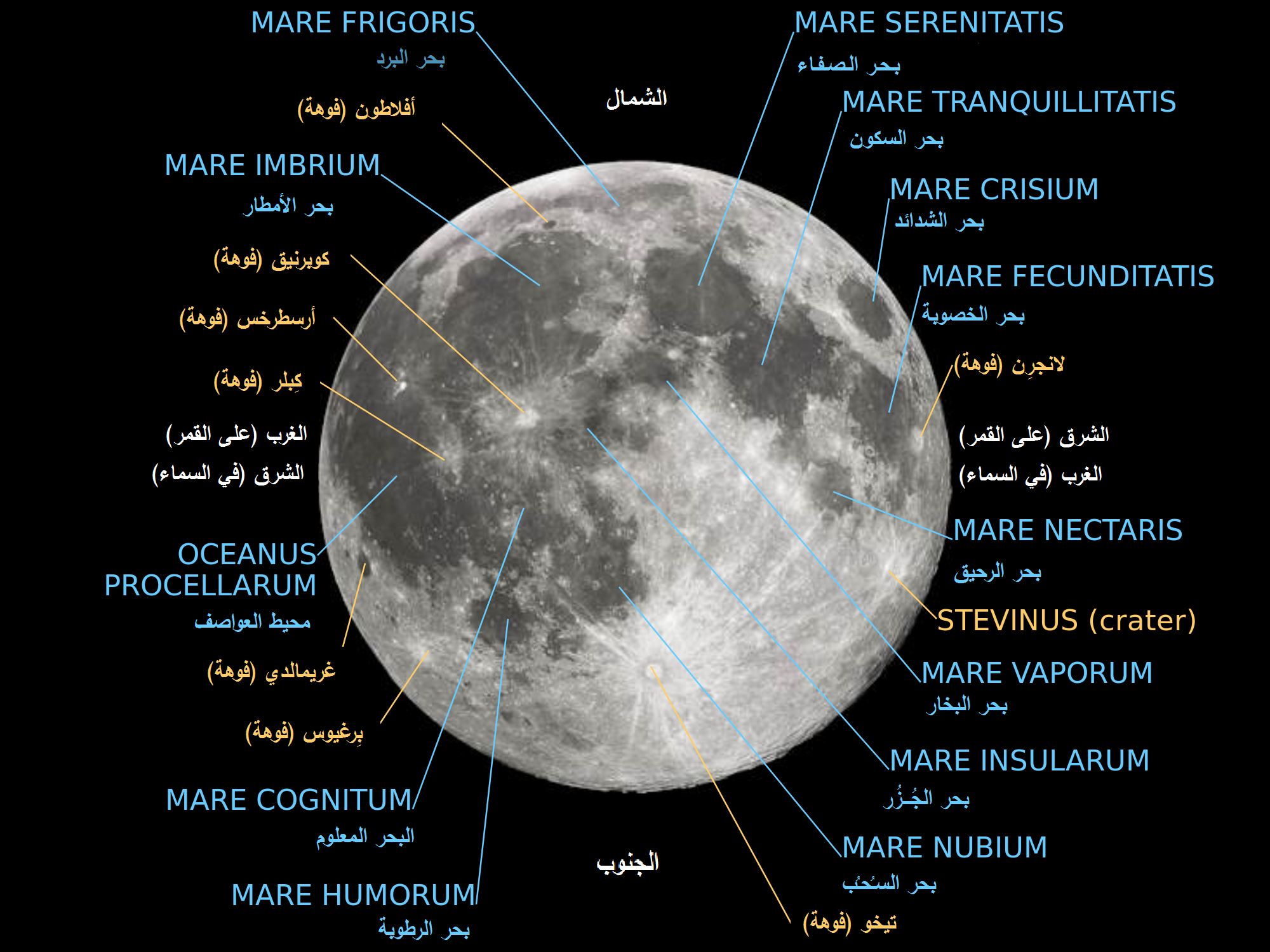
بحار القمر

فوهة تولانسكي (9.5°S 16.0°W) هي فوهة صدمية على سطح القمر تقع في نطاق بحار القمر. وتحد حافتها الشمالية الغربية فوهة باري. تمت تسمية الفوهة تكريما لعالم الضوئيات البريطاني صمويل تولانسكي.

## الوصف
يبلغ قطر الفوهة 13 كيلومتر، وعمقها 0.9 كيلومتر، وعلى زاوية 16° من شروق الشمس. التكوين الداخلية للفوهة متماثل تقريبا، مع حافة خارجية لونها أكثر قتامة من لون السطح الداخلي.
في عام 1976م، وافق الإتحاد الفلكي الدولي على تغير اسم الفوهة من باري A إلى تولانسكي.

## وصلات خارجية
- فوهات القمر
- LTO-76C1 Bonpland — L&PI topographic orthophotomap map.
- AS16-P-5423, a high-resolution image of Tolansky and terrain to the north and south